# Villa Foscarini Rossi
Villa Foscarini, Negrelli, Rossi è una villa veneta situata a Stra in provincia di Venezia, lungo la Riviera del Brenta. È sede del museo Rossimoda della calzatura.

## Storia
Villa Foscarini Rossi viene costruita tra il 1617 ed il 1635 su un probabile progetto di Francesco Contini.
Fu dimora, un secolo dopo, di Marco Foscarini, uno degli ultimi Dogi della Repubblica di Venezia; e successivamente delle famiglie Negrelli e Rossi, da cui prende il nome.
La tenuta fu costruita dal nobile e ammiraglio veneziano Jacopo Foscarini. Dopo la battaglia di Lepanto, si fece portatore di pace nel Mediterraneo e decise di restaurare un edificio sulla Riviera del Brenta di cui già possedeva delle proprietà, per avere un luogo dove trascorrere i suoi ultimi anni.
Affidò l'incarico a Vincenzo Scamozzi (1548-1616), architetto vicentino e allievo del Palladio, con il quale Foscarini mantenne frequenti rapporti di corrispondenza e trattò con rispetto.
I lavori iniziarono alla fine del XVI secolo e terminarono intorno al 1602. Jacopo Foscarini morì nel 1603 senza poter godere della sua dimora di campagna come aveva sperato. I suoi discendenti se ne prenderanno cura per lui.

## Museo

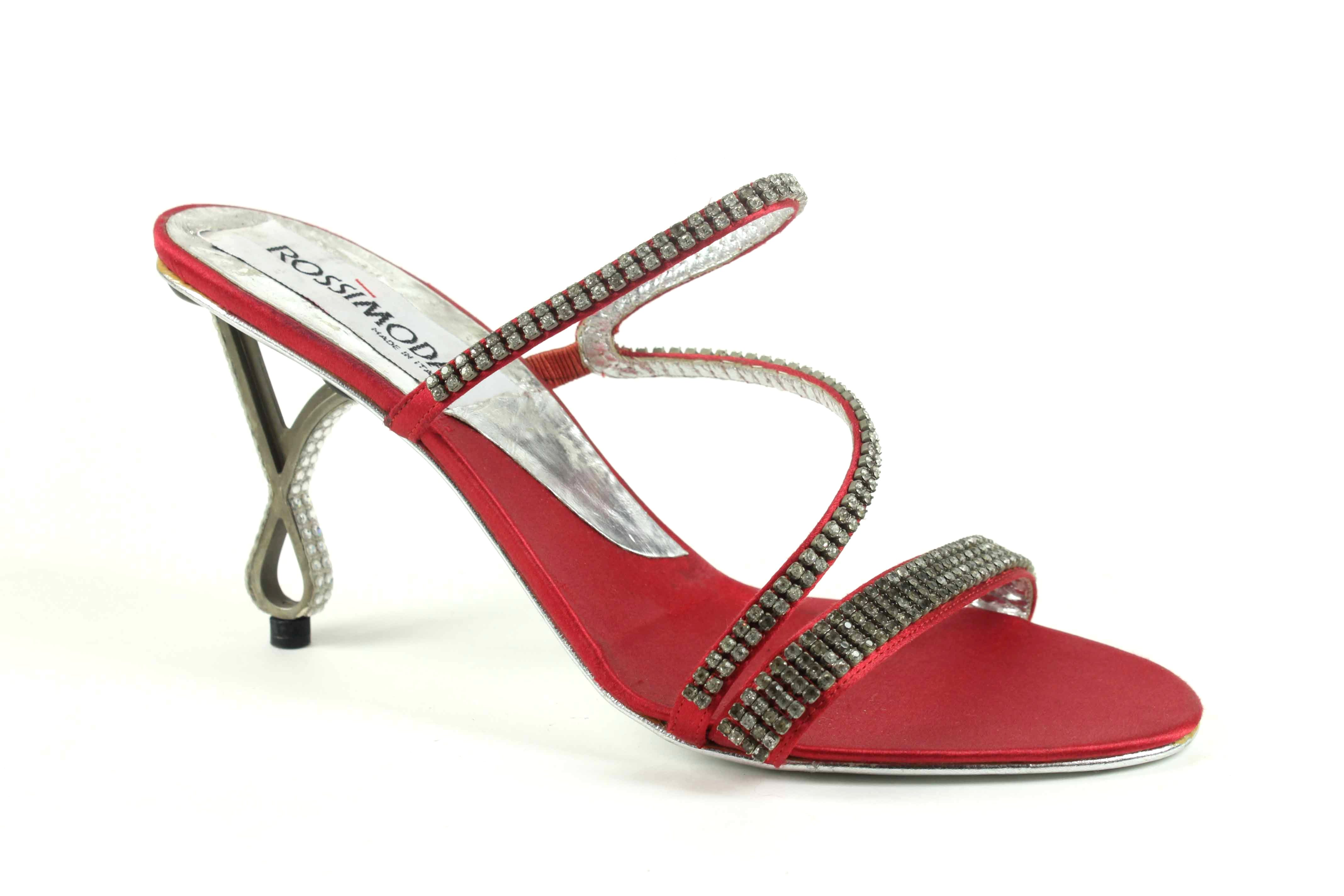
Una delle calzature in esposizione presso il museo

Il 24 giugno 1995, in occasione dell'anniversario dei cinquant'anni dell'azienda Rossimoda S.p.a., la struttura è diventata, su iniziativa di Luigino Rossi ospite di tale struttura, il museo Rossimoda della calzatura.
L'esposizione raccoglie alcuni prototipi di calzature prodotte dall'azienda Rossimoda S.p.a., e altri campioni regalati dai diversi brand, o collezionati da Luigino Rossi.
Il percorso, strutturato sui diversi piani dell'edificio secentesco, guida il visitatore attraverso diverse sale del palazzo allestite in modo tale da mostrare un excursus della produzione calzaturiera delle diverse case di moda per le quali l'azienda ha realizzato i prodotti, tra cui Dior, Christian Lacroix, Pucci, Fendi, Yves Saint Laurent, Marc by Marc Jacobs e Kenzo.